# Manderscheid (Bernkastel-Wittlich)
Manderscheid è una città di 1.330 abitanti della Renania-Palatinato, in Germania.

Appartiene al circondario (Landkreis) di Bernkastel-Wittlich (targa WIL) ed è capoluogo della comunità amministrativa (Verbandsgemeinde) omonima.